# Бог вішає зірки на небо (фонтан)

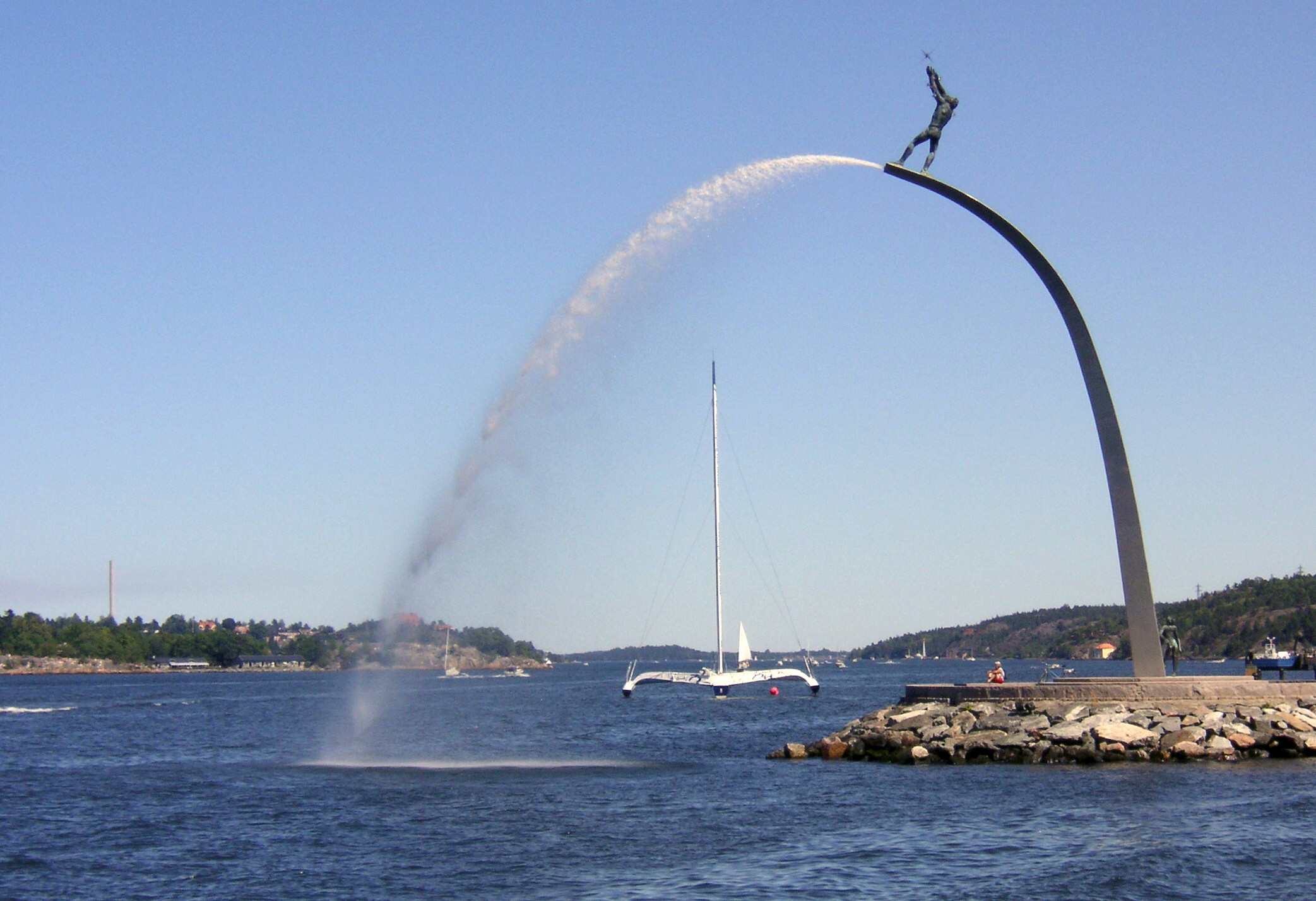
Фонтан Бог вішає зірки на небо

Бог вішає зірки на небо — відомий в Західній Європі та Швеції фонтан, створений в передмісті Стокгольму.
Ескіз до незвичного фонтану створив відомий шведський скульптор XX століття Карл Міллєс (1875–1955). Нечувано простий за композицією, він відтворював Бога-отця в дні створення світу. Бог стояв на верхівци дуги та вішав зірки на небо. Міллєс, який і раніше дивував прихильників свого таланту дещо незвичними рішеннями, ускладнив композицію тим, що дав лише половину дуги, з отвору якої подавалася вода, що і доутворювала повну дугу-параболу.
Сам Карл Міллєс за життя так і не встиг перевести задум у реальний фонтан. Тільки у 1995 році, завдяки втручанню скульптора зі США — Маршалла М. Фредерікса (1908–1998), давнього співробітника Міллєса, ескіз був переведений в матеріал і розташований в передмісті столиці Швеції. Фігура Бога-Творця в готовому фонтані сягає позначки 18 метрів.
Фонтан майже одразу став символом міста.

## Галерея

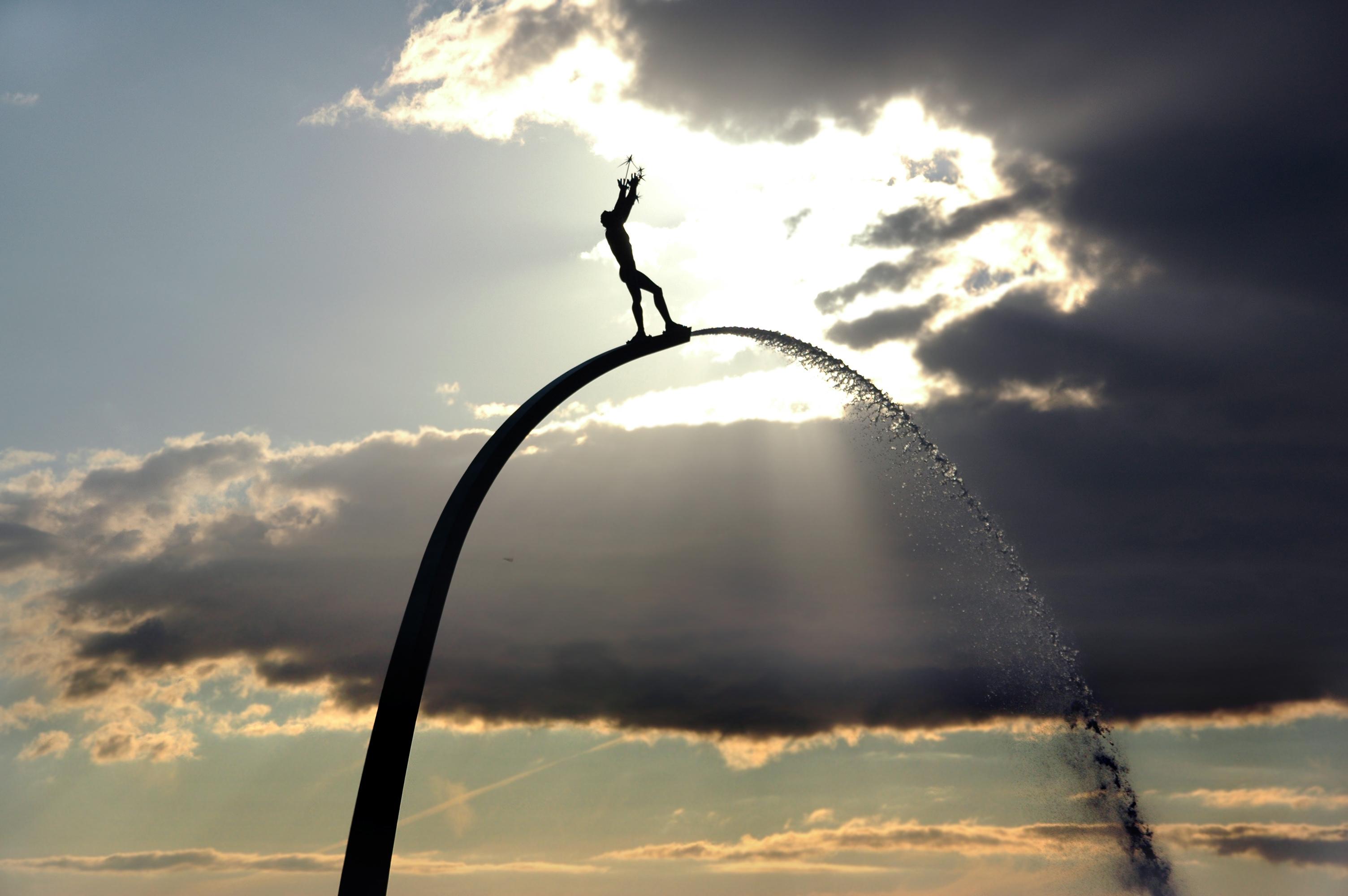
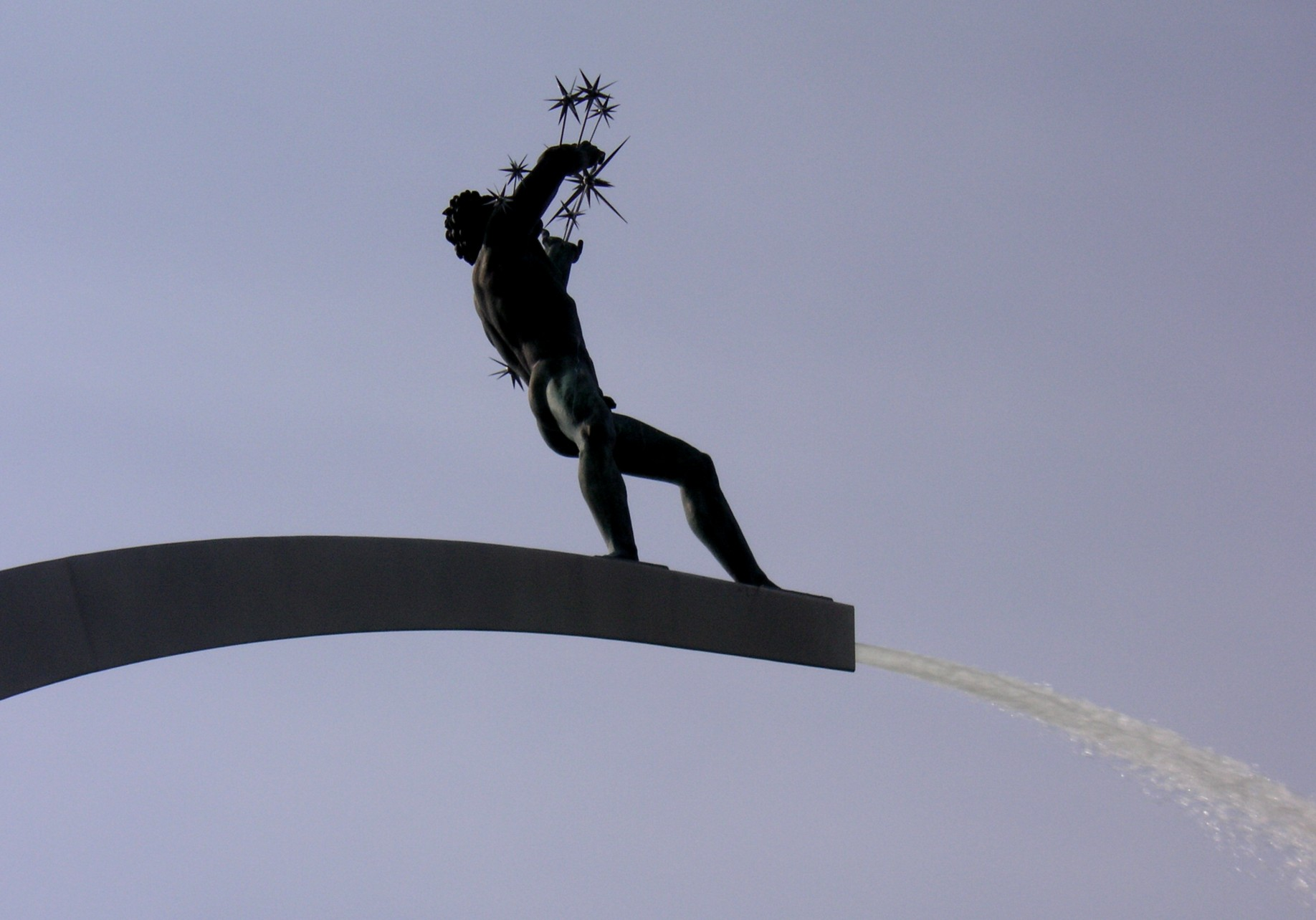
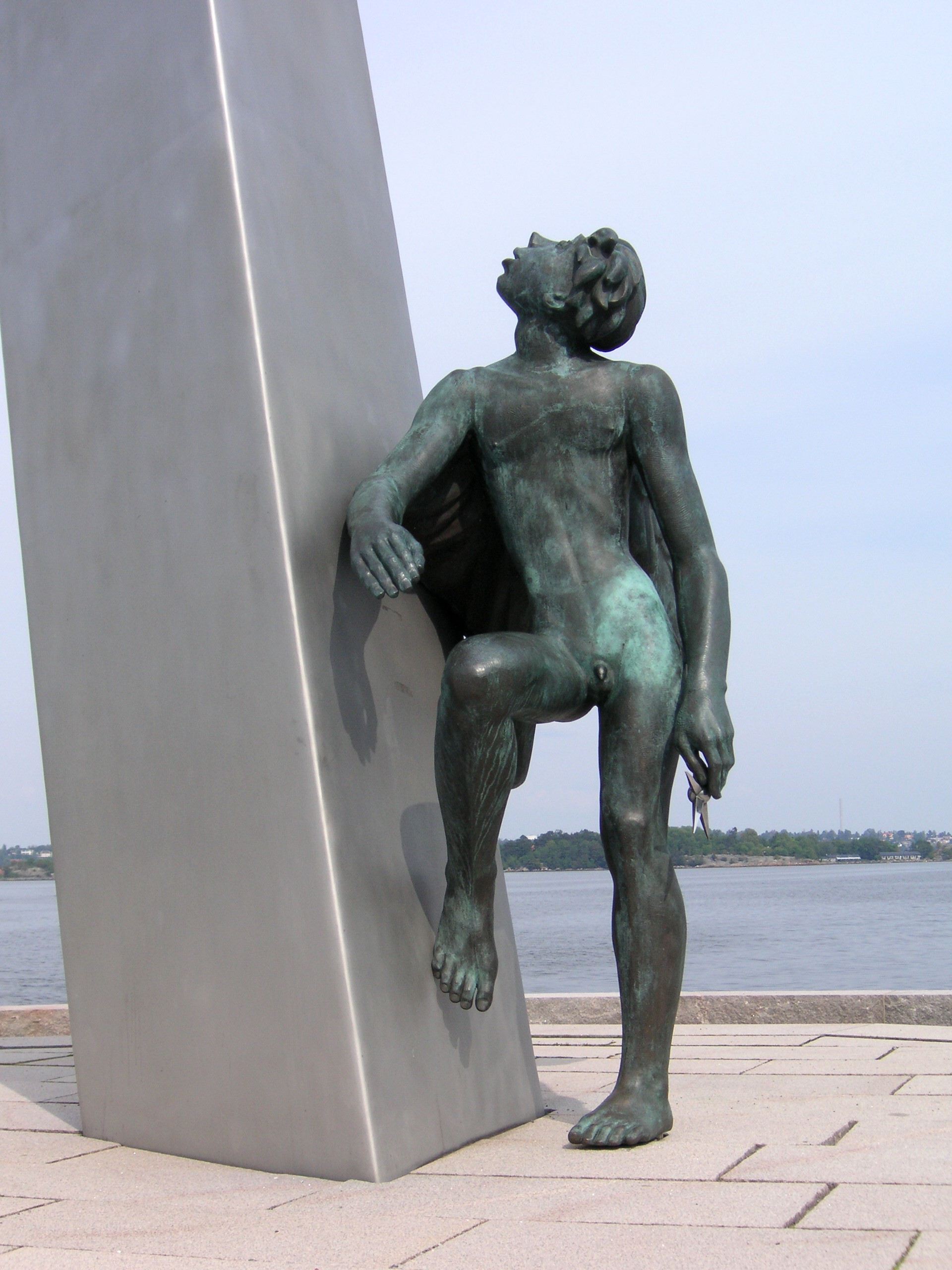
Янгол з зіркою в очікуванні Бога
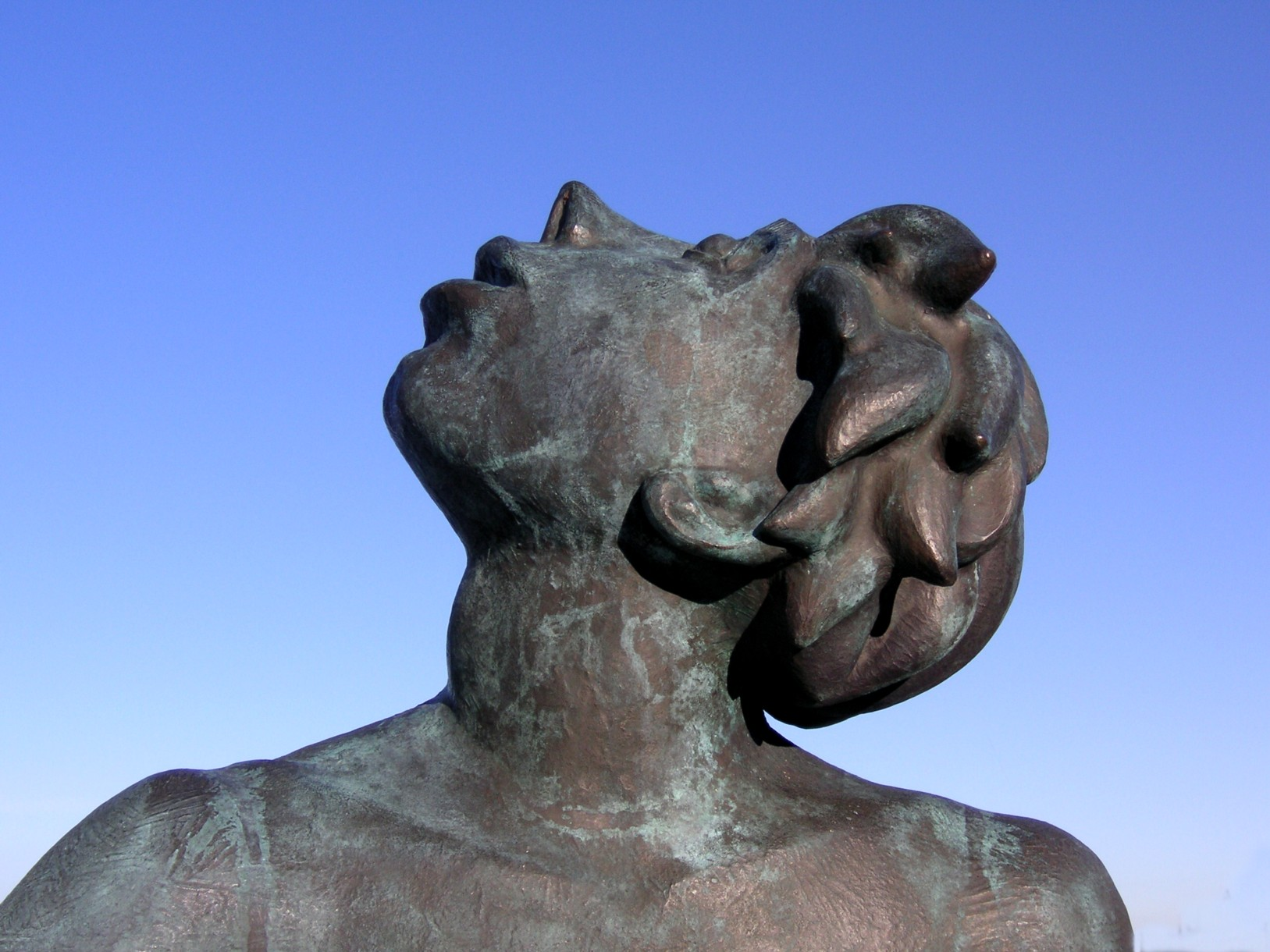
Голова янгола